# NGC 3734
NGC 3734 is een spiraalvormig sterrenstelsel in het sterrenbeeld Beker. Het hemelobject werd op 19 april 1794 ontdekt door de Duits-Britse astronoom William Herschel.

## Synoniemen
- MCG -2-30-6
- NPM1G -13.0333
- PGC 35773